# Notre Combat
Notre Combat - pour une nouvelle France socialiste est une revue hebdomadaire collaborationniste et antisémite française publiée par le Comité d’action antibolchévique. Elle paraissait pendant la Seconde Guerre mondiale.
P. Siva, naguère dessinateur pour L'Épatant, y réalise des dessins d'actualité antisémites.